# Макферсон, Джеймс Бердсей
Джеймс Бердсей Макферсон (англ. James Birdseye McPherson) (14 ноября 1828, Клайд, Огайо — 22 июля 1864, Атланта, Джорджия) — кадровый офицер американской армии, служил генералом армии Союза во время американской гражданской войны. Был убит в сражении при Атланте, и стал таким образом вторым из генералов высшего ранга, погибших на поле боя.

## Ранние годы
Макферсон родился в Клайде, штат Огайо. Он поступил в академию Норволк в Огайо, затем учился в академии Вест-Пойнт, которую окончил в 1853 году первым из своего класса. В одном классе с ним учились Филип Шеридан, Джон Скофилд и Джон Белл Худ. Макферсон был определён в инженерный корпус во временном звании младшего лейтенанта. В течение года после выпуска он служил в Вест-Пойнте ассистентом инструктора практической инженерии, а с 1854 по 1857 служил ассистентом инженера при сооружении укреплений в бухте Нью-Йорка. В 1857 году он управлял строительством форта Делавер, а в 1857—1861 годах управлял сооружением укреплений на острове Алькатрас в Сан-Франциско.

## Гражданская война
Когда началась война, Макферсон находился на службе в Сан-Франциско, но попросил перевести его в Инженерный Корпус, полагая, что служба на Востоке выгоднее для карьерного роста. 1 августа 1861 года он покинул Калифорнию, прибыл в Нью-Йорк и попросил места в штабе генерал-майора Генри Хэллека. Получив его (в звании капитана инженерных войск), он отправился в Сент-Луис в Миссури.
На Западе Макферсон участвовал в сражениях за форт Генри и форт Донелсон, получив в это время звание подполковника и должность главного инженера в армии Улисса Гранта. Во время сражения при Шайло он находился при штабе Гранта в звании полковника, а после сражения был повышен до бригадного генерала. 8 октября 1862 года его повысили до генерал-майора и вскоре поручили командовать XVII корпусом в Теннессийской армии Гранта. После того, как командир Теннессийской армии, Уильям Шерман стал главнокомандующим армиями на Западе, а Макферсон занял его место. Армия Макферсона стала правым крылом армии Шермана, в которую входили ещё Огайская и Камберлендская армии. На тот момент армия насчитывала 25 000 человек и состояла из XV корпуса Джона Логана, XVI корпуса Гренвилла Доджа и 2-й дивизии из XVII корпуса, которым после Макферсона командовал генерал Блэр.
5 мая 1864 года началась битва за Атланту.
Армия Макферсона играла ключевую роль в первом боевом столкновении кампании — сражении при Ресаке. Макферсон был послан в тыл армии Джонстона, чтобы перерезать его коммуникации и стремительно вышел к железной дороге у Ресаки. И в решающий момент, несмотря на пятикратное численное превосходство своей армии, стал опасаться за фланги. Отступив, он сорвал планы Гранта.
У него было 23 000 лучших солдат армии, — писал Грант в мемуарах, — он мог бы с легкостью занять Ресаку и выдержать атаку всей армии Джонстона, тем более, зная, что Томас и Скофилд уже рядом. Такая возможность не выпадает дважды в жизни, и вот в этот самый момент Макферсон стал излишне осторожен.
Макферсон начал преследовать отступающего от Ресаки противника, и это привело к сражению у горы Кеннесо. Здесь Макферсон оказался на левом фланге армии и должен был провести отвлекающую атаку, но южане сразу поняли, что атака на фронте в 8 миль может быть только демонстрацией.
17 июля генерал Джонстон был отстранен от командование и заменен Джоном Худом. Худу пришлось отводить армию к Атланте. В сражении при Атланте южанам удалось выйти во фланг корпусам Макферсона и заставить их отходить. Макферсон лично отправился в расположение XVII корпуса, но наткнулся на стрелков противника, которые закричали «Стой!». Макферсон развернул свою лошадь, стремясь ускакать, но по нему открыли огонь и он получил смертельное ранение.
Джон Белл Худ впоследствии писал:
Я отмечу гибель моего одноклассника и друга детства, генерала Джеймса Макферсона, известие о которой сильно меня опечалило. С самого выпуска 1853 года мы служили в разных местах и нам не довелось встретиться. Ни годы, ни взгляды, сделавшие нас врагами в этой войне, не отразились на нашей дружбе. Привязанность, сложившаяся в юности, только усилилась, когда я с восхищением наблюдал за его действиями против нас под Виксбергом. Его внимательное и доброе отношение к нам резко контрастировало с тем, что мы наблюдали у других федеральных офицеров.

## Наследие

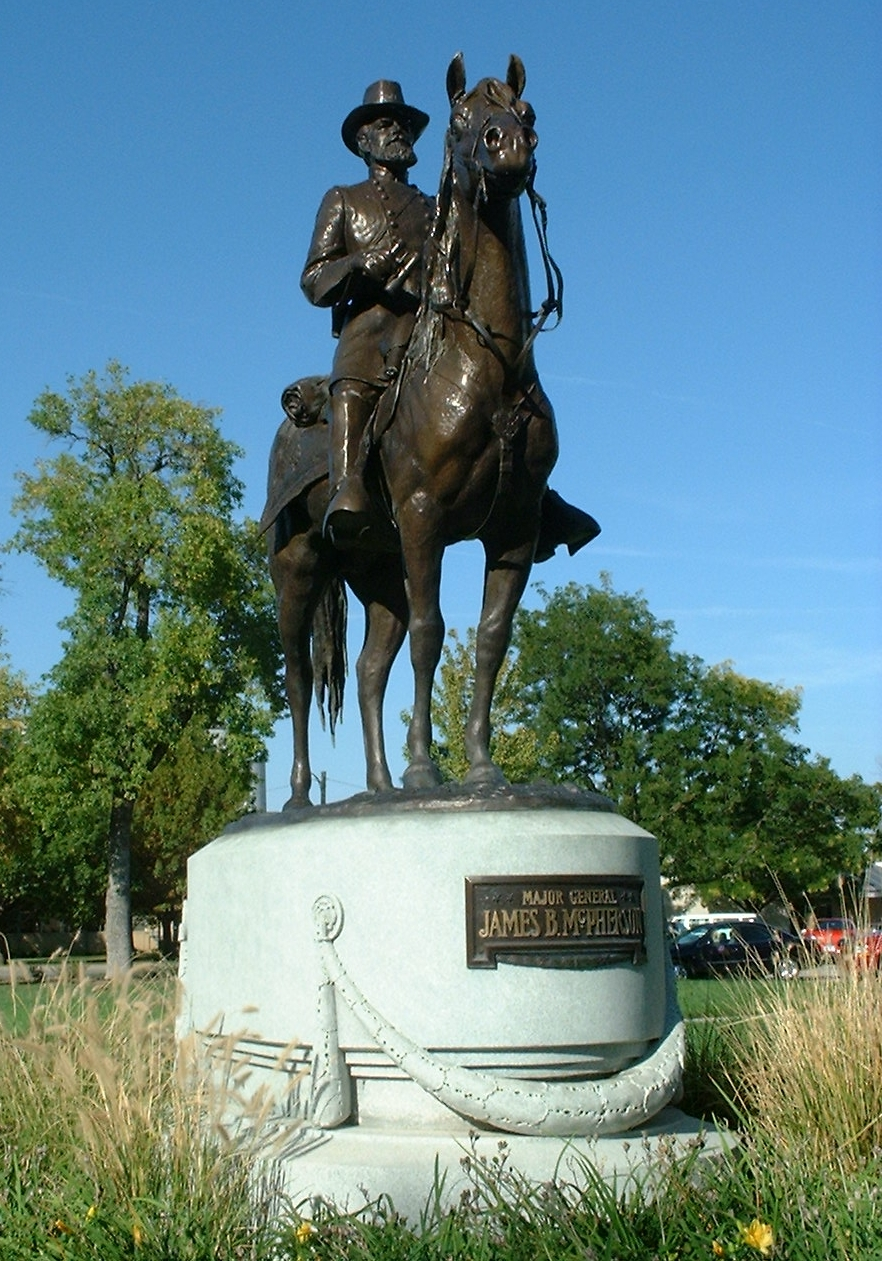
Статуя Макферсона в Канзасе

Форт-Макферсон в Атланте назван в его честь 20 февраля 1866 года.
Площадь Макферсона в Вашингтоне и станция «Площадь Макферсона» названы в его честь. В центре площади установлен конный памятник генералу.
Округ Мак-Ферсон в Канзасе и город Мак-Ферсон названы его именем, и его статуя установлена перед зданием окружного суда.
Округ Мак-Ферсон в Южной Дакоте основан в 1873 и назван в честь генерала, а также округ Мак-Ферсон в Небраске.